# اوسوگا (وازوزا)
اوسوگا (انگلیسی: Osuga) یک رودخانه در استان تور کشور روسیه است.